# یک سرچشمه
Unus mundus (لاتین به معنای "یک جهان") مفهومی زیربنایی از فلسفه، الهیات و کیمیاگری غرب است، از یک واقعیت یکپارچه اولیه که همه چیز از آن سرچشمه می‌گیرد.

## سرچشمه هستی
این اصطلاح را می‌توان در اسکولاستیک قرون وسطی ردیابی کرد، اگرچه خود این مفهوم حداقل به تمثیل افلاطون از غار برمیگردد.
این ایده در قرن بیستم توسط روانکاو سوئیسی کارل گوستاو یونگ رایج شد، اگرچه این اصطلاح را می‌توان به دانشمندانی مانند Duns Scotus نسبت داد و در قرن شانزدهم توسط گرهارد دورن مورد استفاده قرار گرفت.

## یونگ و پائولی

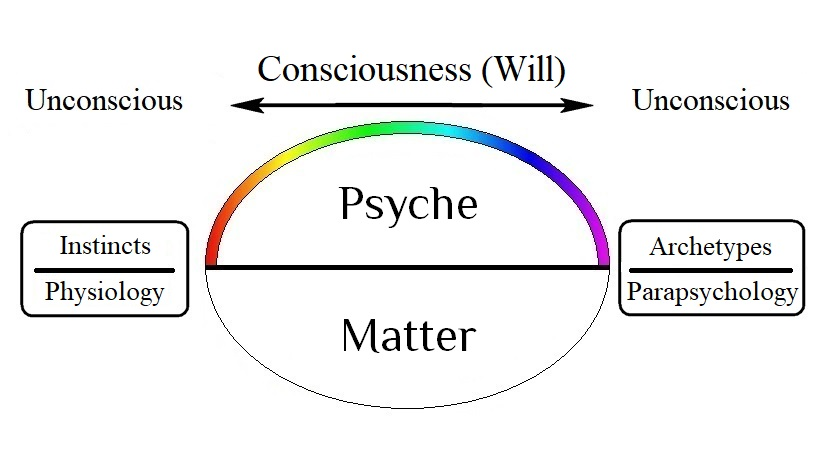
مدل unus mundus از نظر سی جی یونگ.

یونگ، همراه با فیزیکدان ولفگانگ پائولی، این امکان را بررسی کرد که مفاهیم کهن الگوها و همزمانی او ممکن است با unus mundus مرتبط باشد - کهن الگو بیانگر unus mundus است. همزمانی، یا «تصادف معنادار»، که با این واقعیت امکان‌پذیر می‌شود که هم ناظر و هم پدیده متصل، در نهایت از یک منبع، یعنی unus mundus سرچشمه می‌گیرند.
با این حال، یونگ مراقب بود که ماهیت آزمایشی و موقت چنین کاوش‌هایی را در یک ایده واحد از واقعیت بیان کند.

## برای مطالعهٔ بیشتر
- یونگ، سی جی، (۱۹۳۴–۱۹۵۴). کهن الگوها و ناخودآگاه جمعی. (۱۹۸۱ ویرایش دوم. مجموعه آثار جلد ۹ قسمت ۱)، پرینستون، نیوجرسی: Bollingen.شابک ‎۰−۶۹۱−۰۱۸۳۳−۲شابک 0-691-01833-2.
- یونگ، سی جی (۱۹۵۵–۵۶). از "The Conjunction", Mysterium Coniunctionis، مجموعه آثار، چهاردهم، نیوجرسی: انتشارات دانشگاه پرینستون.